# کورشوملیا
کورشوملیا (به صربی: Kuršumlija) یک روستا در صربستان است که در صربستان جنوبی و شرقی واقع شده‌است. کورشوملیا ۳۶۶ متر بالاتر از سطح دریا واقع شده‌است.